# Keurkermis
Keurkermis of de Keurfeesten is een evenement dat van 1966 tot en met 2019 jaarlijks georganiseerd werd in de Dendermondse volkswijk 't Keur. In 2022 maakten de feesten een doorstart onder een nieuwe vereniging, die ook het Ros Beiaard-paard van de wijk restaureerde.

## Geschiedenis

### Ontstaan
De Keurfeesten werden voor de eerste maal georganiseerd in het jaar 1966 op aangeven van de pastoor toen de wijk een zelfstandige parochie werd. Het evenement werd een echte traditie en onderging doorheen de jaren verscheidene veranderingen. Het omvatte onder meer muziekoptredens, een rommelmarkt, een rondgang van het Ros Beiaard van de wijk dat in 1947 gebouwd werd, comedy-optredens en een eetfestijn.

### Einde
In 2020 werd omwille van de op dat ogenblik geldende coronamaatregelen en door onenigheid binnen het organiserend bestuur besloten om geen 55ste editie te houden.

### Doorstart
In 2022 kende Keurkermis een comeback onder leiding van een nieuwe vereniging, Het Peirtje van 't Keur en zijn Reuzenvrienden. Deze vzw, die instond voor de restauratie van het Ros Beiaard-paard van 't Keur, organiseerde voortaan het evenement met behoud van de traditionele elementen, zoals een bezoek van het Peirtje van 't Keur aan de oudste inwoner van de wijk, en nieuwe elementen zoals een loopwedstrijd.